# Sarcophaga borodorf
Sarcophaga borodorf är en tvåvingeart som beskrevs av Thomas Pape 1996. Sarcophaga borodorf ingår i släktet Sarcophaga och familjen köttflugor. Inga underarter finns listade i Catalogue of Life.